# Jo Freeman
Jo Freeman, född 26 augusti 1945 i Atlanta, Georgia, är en amerikansk feminist, aktivist, forskare, författare och advokat.
Under sin tid som student vid University of California, Berkeley på 1960-talet var hon aktiv i medborgarrättsrörelsen i USA. Senare var hon bland de som tidigt engagerade sig i USA:s feministiska rörelse och hennes författarskap kretsar kring feminism, människorättsrörelser och politiska partier. 
Under pseudonymen Joreen har hon författat flera klassiska verk där hon undersöker sin egen erfarenheten av att vara aktiv i feministiska rörelser. Av dessa texter anses The Tyranny of Structurelessness vara den mest inflytelserika. Texten publiceras första gången 1972 och vittnar om hur makt verkar och vilka former den tar inom grupper och rörelser som väljer att avvisa formella roller och strukturer.

## Verk
- The Politics of Women's Liberation: A Case Study of an Emerging Social Movement and Its Relation to the Policy Process (Longman, 1975; iUniverse, 2000). ISBN 978-0-595-08899-7
- Women: A Feminist Perspective, editor (Mayfield, 1975, 1979, 1984, 1989, 1995). ISBN 1-55934-111-4
- Social Movements of the Sixties and Seventies, redaktör (Longman, 1983). ISBN 0-582-28091-5
- Waves of Protest: Social Movements Since the Sixties, editor with Victoria Johnson (Rowman & Littlefield, 1999). ISBN 0-8476-8747-3
- A Room at a Time: How Women Entered Party Politics (Rowman & Littlefield, 2000). ISBN 0-8476-9804-1
- At Berkeley in the Sixties: The Education of an Activist, 1961–1965 (Indiana University Press, 2004). ISBN 0-253-34283-X
- We Will Be Heard: Women's Struggles for Political Power in the United States (Rowman & Littlefield, 2008). ISBN 978-0-7425-5608-9